# 남사중학교
남사중학교(南四中學校)는 대한민국 경기도 용인시 처인구 남사읍 봉무리에 있는 사립 중학교이다.

## 학교 연혁
- 1951년 1월 10일 : 남사고등공민학교 개교(졸업생 누계 480명)
- 1967년 12월 18일 : 학교법인 매카피 학원 인가
- 1967년 12월 18일 : 초대 이사장 매카피 선교사 취임
- 1968년 2월 1일 : 남사중학교 인가(3학급)
- 1968년 2월 1일 : 초대 교장 구본흥 선생 취임
- 1971년 1월 16일 : 제1회 졸업식 거행(졸업생 54명)
- 1975년 6월 26일 : 학교법인 동림학원으로 명칭 변경
- 1988년 10월 25일 : 제4대 이사장 이지환 선생 취임
- 2022년 3월 1일 : 제7대 교장 정윤택 선생 취임
- 2024년 1월 16일 : 제71(중54)회 졸업식(졸업생 23명, 누계 5,385명)
- 2024년 3월 4일 : 2024학년도 신입생 입학(32명)

## 참고 자료
- 남사중학교 - 한국교육학술정보원 학교알리미